# Соколов, Дмитрий Павлович (протоиерей)
Дми́трий Па́влович Соколо́в (1832 — 21 января [3 февраля] 1915) — протоиерей Православной российской церкви, священник церкви Зимнего дворца в Санкт-Петербурге, автор руководств по всем отделам курса Закона Божия и других богословских сочинений. Отец политического деятеля Николая Соколова.

## Биография
В 1857—1862 годах был законоучителем в Мариинском институте.

## Сочинения
- «Беседы с детьми о вере и нравственности христианской в рассказах из священной истории Ветхого и Нового Завета»,
- Начальное наставление в православной христианской вере… — 102-е изд. — СПб.: тип. М-ва пут. сообщ. (А. Бенке), 1914. — 179 с.
  - Совр. изд.: СПб.: Воскресеніе, 2001. — 230 с. — ISBN 5-88335-044-5.
- «Священная истории Ветхого и Нового Завета»,
- «О способе первоначального преподавании Закона Божия»,
- «Учение о богослужении православной церкви»,
- «Краткое учение о богослужении»,
- «Читальня народной школы»,
- «Святая земля и священно-исторические события Нового Завета»,
- «Искупление рода человеческого И. Христом»,
- «Назначение женщины по учению слова Божия»
- История разделения русской митрополии. — СПб.: Тип. А. Бенке, 1900. — 109 с.

Руководства Д. П. Соколова разошлись в сотнях тысяч экземпляров.